# Abborresjön (Herrestads socken, Bohuslän)
Abborresjön är en sjö i Uddevalla kommun i Bohuslän och ingår i Örekilsälvens huvudavrinningsområde. Sjöns area är 0,015 kvadratkilometer och den är belägen 140 meter över havet.